# Lākheri
Lākheri är en ort i Indien.   Den ligger i distriktet Būndi och delstaten Rajasthan, i den centrala delen av landet, 300 km söder om huvudstaden New Delhi. Lākheri ligger 237 meter över havet och antalet invånare är 28 463.
Terrängen runt Lākheri är varierad. Runt Lākheri är det ganska tätbefolkat, med 239 invånare per kvadratkilometer. Det finns inga andra samhällen i närheten. Trakten runt Lākheri består till största delen av jordbruksmark.